# Fressines
Fressines – miejscowość i gmina we Francji, w regionie Nowa Akwitania, w departamencie Deux-Sèvres.
Według danych na rok 1990 gminę zamieszkiwały 993 osoby, a gęstość zaludnienia wynosiła 103 osób/km² (wśród 1467 gmin regionu Poitou-Charentes Fressines plasuje się na 315. miejscu pod względem liczby ludności, natomiast pod względem powierzchni na miejscu 847.).